# Єгра-Ляга
Єгра́-Ля́га або Єграля́га (рос. Єгра-Ляга, Еграляга) — річка в Республіці Комі, Росія, ліва притока річки Иджид-Ляга, лівої притоки річки Ілич, правої притоки річки Печора. Протікає територією Троїцько-Печорського району.
Річка починається на західних схилах хребта Поясовий Камінь, що на кордоні Республіки Комі та Ханти-Мансійського автономного округу Тюменської області. Протікає на захід, північ, північний схід та північний захід.
Притоки:
- права — Єгравож